# Angelo Badalamenti
Angelo Badalamenti (New York, 22 maart 1937 – Lincoln Park (New Jersey), 11 december 2022) was een Amerikaans componist, vooral bekend van zijn medewerking aan filmsoundtracks.

## Biografie
Badalamenti had Italiaans-Amerikaanse ouders. Tijdens zijn jeugd luisterde hij veel naar opera en klassieke muziek. Hij studeerde aan de Eastman School of Music en Manhattan School of Music.
Zijn doorbraak als filmcomponist heeft Badalamenti mede te danken aan regisseur David Lynch, die hem inhuurde voor de films Blue Velvet en Wild at Heart en de televisieserie Twin Peaks en de bijbehorende film Twin Peaks: Fire Walk With Me. Vooral de soundtrack van Twin Peaks bracht hem internationale erkenning. Badalamenti heeft sindsdien meegewerkt aan de soundtracks van enkele tientallen films, waaronder de meeste films van Lynch en onder andere The Beach (2000) en Un long dimanche de fiançailles (2004). Ook werkte hij samen met verschillende pop- en rockartiesten, zoals Pet Shop Boys, Anthrax, James, Marianne Faithfull en Julee Cruise. 
Hij overleed in 2022 op 85-jarige leeftijd in zijn woning in Lincoln Park, New Jersey.

## Filmografie
- 1973: Gordon's War
- 1974: Law and Disorder
- 1986: Blue Velvet
- 1987: A Nightmare on Elm Street 3: Dream Warriors
- 1987: Tough Guys Don't Dance
- 1987: Weeds
- 1989: Cousins
- 1989: Wait Until Spring, Bandini
- 1989: National Lampoon's Christmas Vacation
- 1990: Wild at Heart
- 1990: The Comfort of Strangers
- 1992: Twin Peaks: Fire Walk With Me
- 1993: Naked in New York
- 1995: La cité des enfants perdus
- 1997: Lost Highway
- 1997: The Blood Oranges
- 1999: Arlington Road
- 1999: The Straight Story
- 1999: Holy Smoke
- 1999: Forever Mine
- 1999: Story of a Bad Boy
- 2000: The Beach
- 2000: A Piece of Eden
- 2000: The straw that breaks the camel's back (film-music made for the UN-conference on Climate change-Cop-6 in The Netherlands
- 2001: Julie Johnson
- 2001: Mulholland Drive (Mulholland Dr.)
- 2001: Cet amour-là
- 2001: Suspended Animation
- 2002: Secretary
- 2002: L'adversaire
- 2002: Auto Focus
- 2002: Cabin Fever (met Nathan Barr)
- 2002: Rabbits
- 2003: Resistance
- 2004: Evilenko
- 2004: Before the Fall (Napola - Elite für den Führer)
- 2004: Un long dimanche de fiançailles
- 2005: Dominion: Prequel to the Exorcits
- 2005: Dark Water
- 2006: The Wicker Man
- 2008: The Edge of Love
- 2009: 44 Inch Chest
- 2010: A Woman
- 2011: Un baiser papillon
- 2012: A Late Quartet
- 2012: Mojo Wola
- 2013: Stalingrad
- 2015: Guldkysten
- 2016: The Wait

## Overige producties

### Computerspellen
- 2005: Fahrenheit

### Televisiefilms
- 2002: Lathe of Heaven
- 2004: Frankenstein (hoofdthema)

### Televisieseries
- 1990 - 1991 & 2017: Twin Peaks (48 afl.)
- 1993: Hotel Room (miniserie, 3 afl.)
- 1996 - 1998: Profiler (hoofdthema & 2 afl.)
- 1997: The Last Don (hoofdthema)
- 2003: Les liaisons dangereuses (miniserie, 3 afl.)

### Documentaires
- 2012: Moja wola
- 2019: Koi

## Prijzen en nominaties

### BAFTA Awards
| Jaar | Titel            | Categorie        | Uitslag     |
| ---- | ---------------- | ---------------- | ----------- |
| 2002 | Mulholland Drive | Beste filmmuziek | Genomineerd |

### Emmy Awards
| Jaar | Titel      | Categorie                                                                     | Uitslag     |
| ---- | ---------- | ----------------------------------------------------------------------------- | ----------- |
| 1990 | Twin Peaks | Beste titelmuziek                                                             | Genomineerd |
| 1990 | Twin Peaks | Beste muziek en songtekst, voor de song: "Into the Night" afl. "5"            | Genomineerd |
| 1990 | Twin Peaks | Beste compositie voor televisieserie (dramatische achtergrondmuziek) afl. "2" | Genomineerd |

### Golden Globe Awards
| Jaar | Titel              | Categorie        | Uitslag     |
| ---- | ------------------ | ---------------- | ----------- |
| 2000 | The Straight Story | Beste filmmuziek | Genomineerd |
| 2002 | Mulholland Drive   | Beste filmmuziek | Genomineerd |

### Grammy Awards
| Jaar | Titel      | Categorie                                             | Uitslag     |
| ---- | ---------- | ----------------------------------------------------- | ----------- |
| 1991 | Twin Peaks | Beste pop instrumentaal prestatie, voor "The Theme"   | Gewonnen    |
| 1991 | Twin Peaks | Beste instrumentale compositie voor film of televisie | Genomineerd |

## Hitlijsten

### Albums
| Album met eventuele hitnotering(en) in de Nederlandse Album Top 100 | Datum van verschijnen | Datum van binnenkomst | Hoogste positie | Aantal weken | Opmerkingen |
| ------------------------------------------------------------------- | --------------------- | --------------------- | --------------- | ------------ | ----------- |
| Twin Peaks                                                          | 1990                  | 19-01-1991            | 5               | 26           | soundtrack  |
| Twin Peaks: Music from the Limited Event Series                     | 2017                  | 16-09-2017            | 74              | 2            | soundtrack  |

| Album met hitnotering(en) in de Vlaamse Ultratop 200 albums | Datum van verschijnen | Datum van binnenkomst | Hoogste positie | Aantal weken | Opmerkingen |
| ----------------------------------------------------------- | --------------------- | --------------------- | --------------- | ------------ | ----------- |
| Twin Peaks: Music from the Limited Event Series             | 2017                  | 16-09-2017            | 26              | 7*           | soundtrack  |